# Селець (Сарненський район)
Селе́ць — село в Україні, у Дубровицькій міській громаді Сарненського району Рівненської області. До 2020 року — адміністративний центр Селецької сільської ради. Населення становить 1971 особа (2011).

## Назва
Назва села викликає в деяких дослідників району суперечності. Існує дві найвірогідніші причини назви: перша — за переказами сельчан назва села походить від слова «поселення». За другою версією — слово «селець» в Польщі є часто вживаним в назвах сіл. Форма «Сельце» дуже поширена в Польщі, Білорусі. Порівняємо білоруське «сяльц, сяльцо» (фільварок, маєток, ферма, бровар, вілла). Так трактує рівненський науковець Я.Пура у своїй праці «Сучасні прізвища Рівненщини» (Дубровицький район).
Польською мовою згадується як Sielec, російською — як Селецъ.

## Географія
Селець розташований на лівому березі річки Горинь, за 7 км від центру громади, за 12 км від залізничної станції Дубровиця (в минулому Домбровиця). Недалеко, за два кілометри від села, впадає в Горинь притока Случ. Село зі сходу, півдня, півночі оточене мальовничими луками, на заході, наче в серпанку, простягнувся ліс — батько повстанського краю. Нині Селець і Ясинець — одна сільська Рада.[джерело?]
Селець розташований на північ від Дубровиці. З сходу села протікає річка Горинь, на заході межує з Ясинцем, на півночі з селом Лютинськ, до Дубровиці відстань 4 км.[джерело?]
Площа села — 1,41 км². Поблизу села — річка Горинь. Згідно з дослідженням 2017 року, за яким оцінювалися масштаби антропогенної трансформації території Дубровицького району внаслідок несанкціонованого видобутку бурштину, екологічна ситуація села характеризувалася як «передкризова».

### Клімат
Клімат у селі вологий континентальний («Dfb» за класифікацією кліматів Кеппена). Опадів 613 мм на рік. Найменша кількість опадів спостерігається в березні й сягає у середньому 29 мм. Найбільша кількість опадів випадає в червні — близько 89 мм. Різниця в опадах між сухими та вологими місяцями становить 60 мм. Пересічна температура січня — -5,6 °C, липня — 18,6 °C. Річна амплітуда температур становить 24,2 °C.
| Клімат Сельця                     | Клімат Сельця | Клімат Сельця | Клімат Сельця | Клімат Сельця | Клімат Сельця | Клімат Сельця | Клімат Сельця | Клімат Сельця | Клімат Сельця | Клімат Сельця | Клімат Сельця | Клімат Сельця | Клімат Сельця |
| Показник                          | Січ.          | Лют.          | Бер.          | Квіт.         | Трав.         | Черв.         | Лип.          | Серп.         | Вер.          | Жовт.         | Лист.         | Груд.         | Рік           |
| Середній максимум, °C             | −2,6          | −1,3          | 3,4           | 12,4          | 19,3          | 22,9          | 23,9          | 23,1          | 18,2          | 11,9          | 4,8           | 0,0           | 11,3          |
| Середня температура, °C           | −5,6          | −4,5          | −0,3          | 7,5           | 13,7          | 17,5          | 18,6          | 17,7          | 13,2          | 7,9           | 2,3           | −2,5          | 7,1           |
| Середній мінімум, °C              | −8,5          | −7,7          | −3,9          | 2,7           | 8,2           | 12,1          | 13,3          | 12,3          | 8,3           | 3,9           | −0,2          | −5            | 3,0           |
| Норма опадів, мм                  | 36            | 30            | 29            | 42            | 57            | 89            | 81            | 64            | 57            | 45            | 41            | 42            | 613           |
| --------------------------------- | ------------- | ------------- | ------------- | ------------- | ------------- | ------------- | ------------- | ------------- | ------------- | ------------- | ------------- | ------------- | ------------- |
| Джерело: Climate-Data.org (англ.) |               |               |               |               |               |               |               |               |               |               |               |               |               |

## Історія
Село вперше згадується 1580 року. Перша писемна згадка про село — грамота на володіння Сельцем — належить до 1580 р. Село входило до Пінського повіту Брестсько-Литовського воєводства (акт розподілу землі Т. Ю. Гольшанської).[джерело?]
Поблизу села було знайдено крем'яні знаряддя праці доби мезоліту. Територія села за часів Київської Русі входила до володінь дубровицьких князів. Під час монголо-татарської навали вони змушені були втікати, шукаючи порятунку від ворогів у неприступних лісових нетрях і болотах. З трьох рублених хаток, що розташувались на колись безлюдному острові, зародилось село Селець. Це місце і понині називають «Острів».[джерело?]
У 1798 р. В Сельці налічувалось 44 господарства і проживало 280 чоловік. Населення в основному займалося землеробством. Був розвинутий деревообробний промисел, виробництво олії, ткацтво, гончарство.[джерело?]
Коли Правобережжя було анексоване Росією, Селець входив до Пінського повіту Мінської губернії, а в 1805 році був віднесений до Ровенського повіту Волинської губернії.[джерело?]
В 1851 р. в селі працював винокурний завод, який належав місцевому поміщику. Станом на 1859 рік, Селець було власницьким селом, тут діяла дерев'яна православна церква. На час проведення селянської реформи в Сельці були 84 кріпацьких господарства. В 1864 р. В Сельці булла відкрита парафіяльна школа, а у 1892 р. Відкрилась міністерська початкова школа. Наприкінці 19 ст. в селі було 173 господарства та 2 тис. жителів, дерев'яна церква св. Миколая.[джерело?]
До 1917 року село входило до складу Російської імперії. У 1906 році село входило до складу Домбровицької волості Рівненського повіту Волинської губернії Російської імперії. У 1918—1920 роки нетривалий час перебувало в складі Української Народної Республіки.
Під час Першої світової війни багато жителів села мобілізували до армії, господарства залишилися майже без чоловіків, а все продовольство реквізовано, що призвело до голоду.[джерело?]
7 листопала 1917 р. (під впливом подій у Петрограді) селяни захопили та розікрали маєток графині Плятер. Місцеві більшовики керували в селі до лютого 1918 р. — до часу, коли на Україну рушили австро-німецькі війська, а в село вступив загін гайдамаків. Майно було повернено поміщику, а на селян наклали контрибуцію (грошовий оброк).[джерело?]
Після краху австро-німецького війська встановилася влада Директорії. Територія, на якій знаходилось село, в липні 1919 р. перейшло до Польщі, але місцеві селяни навіть підняли повстання, яке намагалися придушити польською армією. На початку липня 1920 р. в село увійшла Червона Армія і відновилася радянська влада, але в 1921 р. знову перейшло полякам.[джерело?]
Напередодні селянської реформи і до 1921 року Селець входив до Дубровицької волості Волинської губернії. В 1921 році село відійшло до Польщі: спочатку до Сарненського повіту Поліського воєводства, а наприкінці 1930 року в складі цього ж повіту до Волинського воєводства. В 1934 році було впроваджено новий адміністративний поділ, за яким на кілька сіл утворилася одна гміна. Село Селець віднесли до Дубровицької гміни.[джерело?]
У 1921—1939 роки входило до складу Польщі. У 1921 році село входило до складу гміни Домбровиця Сарненського повіту Поліського воєводства Польської Республіки. 1930 року Сарненський повіт приєднаний до складу Волинського воєводства. У 1936 році входило до однойменної громади, до якої також належала гаївка Попова Гора.
У 1920-х роках частина селян емігрувала в Канаду, США, Аргентину, Уругвай.[джерело?]
В той час в Сельці була тільки початкова школа, навчання в якій велося тільки польською мовою, не було ні лікарні, ні лікаря. Церква була тільки католицька.[джерело?]
На вересень 1939 р., коли знову село опинилося під радянською владою, налічувалось 329 господарств. На початку 1941 р. було організовано перший колгосп, з'явився медичний пункт, відкрили неповну середню школу, клуб та бібліотеку.[джерело?]
У роки Другої світової війни деякі мешканці села долучилися до національно-визвольної боротьби в лавах УПА та ОУН. Загалом встановлено 66 жителів села, які брали участь у визвольних змаганнях, з них 32 загинуло, 30 було репресовано.
Під час Німецько-радянської війни з 1 липня 1941 р. по 10 січня 1944 р. село було окуповано військами гітлерівської коаліції. 96 жителів полягли на війні, 37 було закатовано, 44 відправлено на каторгу.[джерело?]
У 1947 році село Селець разом з хуторами Вигін та Волока підпорядковувалося Селецькій сільській раді Дубровицького району Ровенської області УРСР.
В 1949 р. було відновлено колгосп, який у 1956 р. об'єднався з дрібнішими сусідніми під назвою «Зоря комунізму».[джерело?]
Рішенням Дубровицької райради депутатів трудящих від 17 червня 1950 року 5 господарств колгоспу ім. Сталіна села Селець були занесені у список «бандпосібницьких» і підлягали вивозу за межі УРСР.
З 13 липня до 3 серпня 1953 року маршрутна експедиція під керівництвом М. Ломової, обстежуючи Рокитнянський та Дубровицький райони Рівенської області, серед низки інших населених пунктів відвідала Селець.
Відповідно до прийнятої в грудні 1989 року постанови Ради Міністрів УРСР село занесене до переліку населених пунктів, які зазнали радіоактивного забруднення внаслідок аварії на Чорнобильській АЕС, жителям виплачувалася грошова допомога. Згідно з постановою Кабінету Міністрів Української РСР, ухваленою в липні 1991 року, село належало до зони гарантованого добровільного відселення. На кінець 1993 року забруднення ґрунтів становило 2,56 Кі/км² (137Cs + 134Cs), молока — 5,58 мКі/л (137Cs + 134Cs), картоплі — 0,68 мКі/кг (137Cs + 134Cs), сумарна доза опромінення — 176 мбер, з якої: зовнішнього — 33 мбер, загальна від радіонуклідів — 143 мбер (з них Cs — 132 мбер).
У 2012 році відбулася газифікація сіл Селець та Ясинець у рамках програми газифікації Дубровицького району. Відповідно до Розпорядження Кабінету Міністрів України від 12 червня 2020 року № 722-р «Про визначення адміністративних центрів та затвердження територій територіальних громад Рівненської області» увійшло до складу Дубровицької міської громади.

## Населення
Станом на 1859 рік, у власницькому селі Селець налічувалося 71 двір та 651 житель (309 чоловіків і 342 жінок), з них 640 православних, 7 римо-католиків і 4 євреїв. За переписом населення Російської імперії 1897 року в селі мешкало 1140 осіб, з них: 528 чоловіків та 612 жінок; 1138 православних. Станом на 1906 рік у селі нараховувалося 221 двір та мешкало 1309 осіб.
За переписом населення Польщі 10 вересня 1921 року в селі налічувалося 252 будинки та 1572 мешканці, з них: 786 чоловіків та 786 жінок; 1553 православні, 12 юдеїв та 7 римо-католиків; 1550 українців, 12 євреїв, 8 поляків та 2 білоруси.
Згідно з переписом УРСР 1989 року чисельність наявного населення села становила 2016 осіб, з яких 974 чоловіки та 1042 жінки. На кінець 1993 року в селі мешкало 2034 жителів, з них 530 — дітей.
За переписом населення України 2001 року в селі мешкали 1963 особи. Станом на 1 січня 2011 року населення села становить 1971 особа. Густота населення — 1401,42 особи/км².

### Мова
Розподіл населення за рідною мовою за даними перепису 2001 року:
| Мова       | Відсоток |
| ---------- | -------- |
| українська | 99,54 %  |
| російська  | 0,40 %   |

### Вікова і статева структура
Структура жителів села за віком і статтю (станом на 2011 рік):
| Вік   | Чоловіків | Жінок | Разом |
| ----- | --------- | ----- | ----- |
| 0-17  | 251       | 281   | 532   |
| 18-39 | 313       | 316   | 629   |
| 40-59 | 252       | 234   | 486   |
| 60+   | 164       | 160   | 324   |
| Разом | 980       | 991   | 1971  |

### Соціально-економічні показники
| Працездатне населення | Працездатне населення | Працездатне населення | Працездатне населення | Працездатне населення | Працездатне населення | Непрацездатне населення | Непрацездатне населення | Непрацездатне населення | Непрацездатне населення | Непрацездатне населення | Непрацездатне населення | Все населення |
| Чоловіки              | Чоловіки              | Жінки                 | Жінки                 | Разом                 | Разом                 | Чоловіки                | Чоловіки                | Жінки                   | Жінки                   | Разом                   | Разом                   | 1971          |
| ос.                   | %                     | ос.                   | %                     | ос.                   | %                     | ос.                     | %                       | ос.                     | %                       | ос.                     | %                       | 1971          |
| --------------------- | --------------------- | --------------------- | --------------------- | --------------------- | --------------------- | ----------------------- | ----------------------- | ----------------------- | ----------------------- | ----------------------- | ----------------------- | ------------- |
| 420                   | 22                    | 442                   | 23                    | 862                   | 45                    | 189                     | 10                      | 245                     | 13                      | 434                     | 23                      | 1971          |

| Зайняті  | Зайняті  | Зайняті | Зайняті | Зайняті | Зайняті | Безробітні | Безробітні | Безробітні | Безробітні | Безробітні | Безробітні | Все населення |
| Чоловіки | Чоловіки | Жінки   | Жінки   | Разом   | Разом   | Чоловіки   | Чоловіки   | Жінки      | Жінки      | Разом      | Разом      | 1971          |
| ос.      | %        | ос.     | %       | ос.     | %       | ос.        | %          | ос.        | %          | ос.        | %          | 1971          |
| -------- | -------- | ------- | ------- | ------- | ------- | ---------- | ---------- | ---------- | ---------- | ---------- | ---------- | ------------- |
| 22       | 4        | 42      | 8       | 64      | 13      | 42         | 8          | 99         | 20         | 142        | 28         | 1971          |

| Дорослі | Діти | Пенсіонери | Інваліди Німецько-радянської війни | Учасники бойових дій | Інваліди всіх груп і категорій | Люди, які обслуговуються служб. соц. допом. на дому | Неповні сім'ї | Діти з неповних сімей | Багатодітні сім'ї | Діти з багатодітних сімей | Діти-інваліди | Діти-сироти | Одинокі багатодітні матері |
| ------- | ---- | ---------- | ---------------------------------- | -------------------- | ------------------------------ | --------------------------------------------------- | ------------- | --------------------- | ----------------- | ------------------------- | ------------- | ----------- | -------------------------- |
| 1427    | 433  | 611        | 3                                  | 7                    | 122                            | 23                                                  | 25            | 25                    | 30                | 104                       | 12            | 32          | 1                          |

## Політика

### Органи влади
До 2020 року місцеві органи влади були представлені Селецькою сільською радою.

### Вибори
Село входить до виборчого округу № 155. У селі розташована виборча дільниця № 560285. Станом на 2011 рік кількість виборців становила 1415 осіб.

## Культура
У селі працює Селецький сільський будинок культури на 365 місць. Діє Селецька публічно-шкільна бібліотека, книжковий фонд якої становлять 24 689 книг та яка має 14 місць для читання, 3 особи персоналу, кількість читачів — 830 осіб.

### Усна народна творчість
Сельчани мають свою частку в усній народній творчості Полісся. Найбільше існує розповідей про заснування села. Зокрема, одна з них знаходить собі місце серед науковців — за розповідями село заснували ченці (або священики), що втікали від переслідувань. Тоді на тій території було багато води, а посередині стояв острів, на який могли потрапити тільки сільчани. Саме на острові вони й переховувалися. Пізніше була насипана гребля. За однією з розповідей, щоб завершити її вчасно за наказом польського пана, чоловіки самі лягли тілами. Хоч й зараз в селі існують власні вулиці (Вулиця Незалежності, Івана Франка і ін.) жителі Сельця по-селецькі називають кожен куточок —Острів, Гаряче Поле, Вигін, Камчатка, Центр, Біля Ріки, Гребля (по ній йде дорога, а з обабіч стоїть канава), Парк, Нова Вулиця, Хутір та ін. Гребля була насипана ще в царський період. Пісок возили кіньми. Село було поділене на бригади, кожна бригада мала свою ділянку греблі. На греблі споруджено 5 мостів. Раніше, під час повені, село перетворювалось на острів. Єдиний шлях добратися до села була гребля.

### Історія бібліотеки
Далекі післявоєнні роки. По селах відкриваються школи, клуби, бібліотеки. Але то були хати — читальні. Уперше в нашому селі хату — читальню було відкрито в 1947 році. Це було в будинку Єрмійчука Клавдія Миколайовича. Першим бібліотекарем був Ожелевський Іван Іванович. Важкі часи були тоді в країні. Своїх спеціалістів не вистачало і в село на роботу прислали молоду дівчину з Півдня.
Радянська влада приділяла багато уваги вихованню молоді і бібліотеку було переведено у приміщення клубу, який був на тому місті де зараз знаходиться школа. Це було в 1952 році. В 1953 році в бібліотеку прийшла працювати молода наша односельчанка Якубович Галина Яківна. В 1956 році бібліотеку переводять в приміщення пошти, де зараз розміщена автобусна зупинка. Все приміщення потопало в кущах бузку. В 1958 році прийшла працювати Резнікова Катерина, яка працювала до 1962 року. Потім бібліотеку переводять у новий будинок культури, де вона займала одну кімнату. На роботу до бібліотеки прийшла молода випускниця школи Демідова Галина Олександрівна. Як згадує Галина Олександрівна багато дорослого населення відвідувало бібліотеку, читали молоді сім'ї. Роздільників було багато, багато було преси. Але її душа лежала до вчителювання. Галина Олександрівна вступає до педучилища, закінчивши його працює в селі вчителем. З 1964 по 1965 рік працювала Коркош Любов. У 1967 році прийняла Петрушко Лідія Леонтівна. 12 грудня 1969 року на роботу прийшла Кохан Ніна Миколаївна. Книжковий фонд на той час нараховував 10 тисяч примірників. В 1973 році бібліотеку переведено в приміщення медпункту, де вона займала 4 кімнати. Ніна Миколаївна бере активну участь у художній самодіяльності, співає в сільському хорі, ансамблі та агітбригаді. Ніна Миколаївна працювала разом з Ващишиною Тетяною Степанівною. В 1974 році після закінчення середньої школи в бібліотеку прийшла Сидоришина Марія Іванівна, нині директор ЦСПШБ району. 1 серпня 1977 року на роботу в бібліотеку було прийнято спеціаліста бібліотечної справи Мозоль Віру Романівну. В 1982 році в бібліотечній системі пройшли зміни. Бібліотека перейшла на централізовану бібліотечну систему. Бібліотека реорганізована на бібліотеку — філіал. В бібліотеці працює Петрушко Галина Степанівна. Книжковий фонд нараховує 14 тисяч книг. В бібліотеці відведено кімнату юному читачу, дорослий фонд був в окремій кімнаті, була кімната читального залу на 10 місць.
У 1992 році бібліотеку було переведено в приміщення сільської ради. Приміщення займає 80 кв. м., 14 читацьких місць. Книжковий фонд становив 18913 примірників книг. З 1993 по 2000 р. в бібліотеці два працівники: Міндер Віра Романівна і Чумак Алла Миколаївна. В 2002 році пройшло об'єднання шкільної і сільської бібліотеки в централізовану систему публічно — шкільних бібліотек. На даний час Селецька публічно — шкільна бібліотека знаходиться в двох приміщеннях: сільської ради і школи. Бібліотека обслуговує 800 читачів, з них 325 діти. Книжковий фонд становить 24689 примірників книг.

## Релігія
8 березня 2019 року громада села на парафіяльних зборах одноголосно ухвалила рішення про перехід з Української православної церкви Московського патріархату до Православної церкви України.
Список конфесійних громад станом на 2011 рік:
| Релігійна громада Свято-Миколаївської парафії Сарненської єпархії УПЦ | ПЦУ | 25 вересня 1991 | 370 | Церква             | [ 38 ] |
| Релігійна громад ХВЄ                                                  | ХВЄ | 29 жовтня 1991  | 190 | Молитовний будинок | [ 38 ] |
| — православні, — протестантські.                                      |     |                 |     |                    |        |

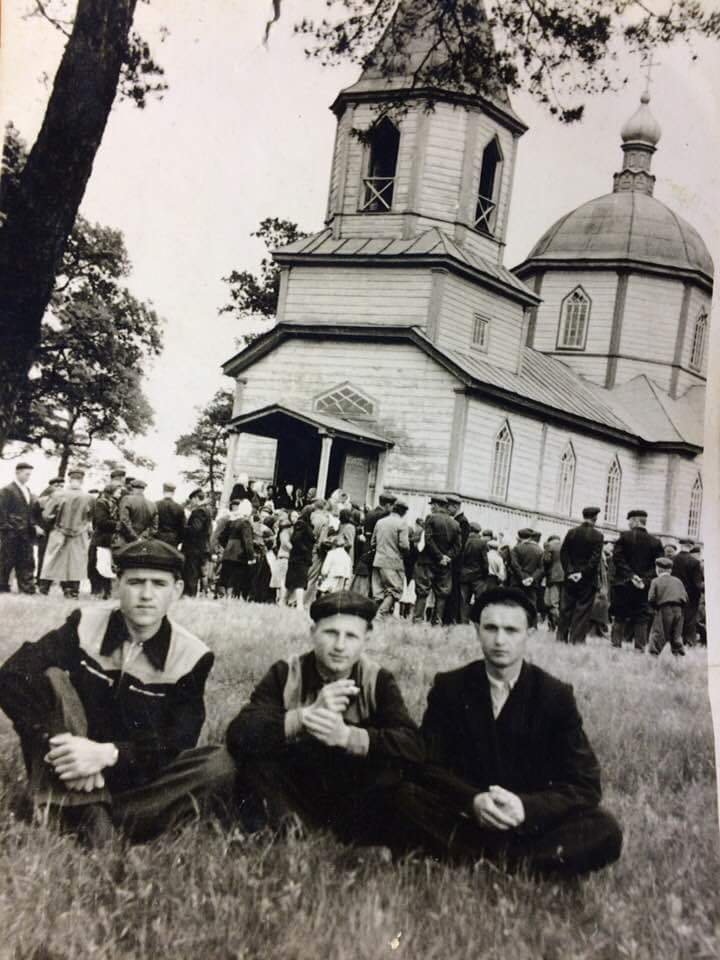
Стара Свято-Миколаївська Церква

У XIX столітті в селі діяла православна церква Різдва Пресвятої Богородиці.
Приблизно в другій половині XV століття князем Юрієм Семеновичем Ольшанським на одному з островів Горині за 4 кілометри на північний схід від родинного гнізда князів Ольшанських — Дубровиці (в минулому Домбровиця) був заснований Свято-Миколаївський монастир. Острівець, на якому був заснований монастир, знаходився серед непрохідних боліт і доступ до нього був тільки по річці Горинь. В Свято-Миколаївському храмі богослужіння відбувалися до 1950 року. В 1963 році храм розібрали, майно храму знищили і пограбували. Сьогодні на місці монастиря буяють півстолітні сосни і липи. Під їх кронами стоїть дерев'яна капличка побудована селянами в пам'ять про їх святу спадщину, де відбуваються богослужіння.[джерело?]

## Освіта
У селі діє Селецька загальноосвітня школа І-ІІІ ступенів. У 2011 році в ній навчалося 359 учнів (із 475 розрахованих) та викладав 31 учитель.
Дошкільна освіта представлена дитячим садком «Селецький дошкільний навчальний заклад „Сонечко“», у якому станом на 2011 рік навчалося 37 дітей і працювало 6 учителів та вихователів.

## Промисловість
У селі розміщене промислове підприємство ТОВ «Агрофірма „Рекорд“».

## Інфраструктура
Село газифіковане. У селі наявний сквер площею 500 м². Наявне відділення поштового зв'язку.

## Особистості
- Ващишин Олег Анатолійович, загинув під Іловайськом. У грудні 2015 року у Сельці відкрито меморіальну дошку честі Олега Ващишина.
- Мосійчук Степан Лукашевич [Архівовано 27 грудня 2015 у Wayback Machine.] — ветеран Другої світової війни.

## Галерея

Селецьке кафе «Біля криниці»
Селецька гребля, прокладена ще в XVII чи XVIII століттях.
Церква Св. Михаїла в с. Селець
Селецька загальноосвітня школа  I-III ступенів

#### Книги
- Населённые места Российской империи в 500 и более жителей : с указанием всего наличного в них населения и числа жителей преобладающих вероисповеданий по данным первой всеобщей переписи населения 1897 г / Тройницкий Н. А. — СПб, 1905. — 389 с. (рос. дореф.)

#### Офіційні дані та нормативно-правові акти
- Паспорт Дубровицького району (станом на 1 січня 2011 року) (doc). Дубровицька районна рада. Архів оригіналу за 10 лютого 2015. Процитовано 16 жовтня 2019.

#### Мапи
- Історичний Атлас України / Гол. ред. Л. Винар; Упорядн.: І. Тесля, Е. Тютько. Українське історичне товариство. — Монреаль; Нью-Йорк; Мюнхен, 1980. — 182 с.